# Wayne Bridge
Wayne Michael Bridge (nascut a Southampton, Anglaterra, el 5 d'agost del 1980), és un exfutbolista professional anglès que jugava de lateral esquerra. Va ser internacional amb la selecció d'Anglaterra des del 2002 fins a 2009 i va ser convocat per les copes del món de 2002 i 2006, i per a l'Eurocopa 2004.